# Steamboat Rock State Park
Der Steamboat Rock State Park ist ein 3.522 Acres (14 km²) großer State Park im US-Bundesstaat Washington nahe dem Nordende des Banks Lake in der Grand Coulee. Der Name des Parks stammt von dem landschaftsdominierenden Objekt, dem Steamboat Rock (deutsch Dampfschiff-Felsen), einem Basalt-Härtling, der 800 ft (ca. 240 m) über dem See aufragt, welcher ihn nahezu komplett umgibt. Das Plateau des Härtlings umfasst mehr als 600 Acres (2 km²) und wurde von nomadisierenden indigenen Stämmen und den frühen weißen Siedlern genutzt. Während der letzten Eiszeit stand der Monolith als Insel im neuen Bett des Columbia River, wo dieses durch Eisdämme aufgeteilt wurde. Als die Dämme einst brachen und gewaltige Fluten die Channeled Scablands schufen, kehrte der Columbia zu seinem ursprünglichen Verlauf zurück und ließ den Steamboat Rock als herausragendes Objekt in der trockenen Grand Coulee zurück.

## Tourismus
Der Park umfasst 50.000 ft (15.240 m) Uferlinie und ist ganzjährig für Tages- und Camping-Touristen zugänglich. Es gibt Wege zum Wandern, Radfahren und Reiten; außerdem sind Wassersport-Aktivitäten möglich: Bootfahren, Schwimmen, Wasserski-Fahren und Angeln. Zu den Wintersportmöglichkeiten gehören Querfeldein-Skifahren, Eisangeln und Eisklettern.